# Pterolophia riouensis
Pterolophia riouensis là một loài bọ cánh cứng trong họ Cerambycidae.